# Abraxas metamorpha
Abraxas metamorpha là một loài bướm đêm thuộc họ Geometridae. Nó được Warren miêu tả năm 1893. Nó được tìm thấy ở Sikkim ở Ấn Độ.